# Hakone
Hakone (Japans: 箱根町, -machi) is een stad op het Japanse eiland Honshū in de prefectuur Kanagawa. Ze ligt op een 100-tal km verwijderd van Tokio. Hakone ligt in het voorgebergte van de Fuji, in het midden van het Fuji-Hakone-Izu-Nationale Park. Nabij ligt het door bergen omringde Ashi-meer.
De oude grensplaats Hakone op de historische Tōkaidō markeert de overgang van de regio Kansai (letterlijk: „ten westen van de grens“) naar de regio Kantō (letterlijk: „ten oosten van de grens“).

## Geschiedenis
In Hakone bevindt zich het bekende Shinto-schrijn van Hakone, waarvan voor het eerst in de Heianperiode (794–1185) melding werd gemaakt. Na de slag bij Ishibashiyama in het nabijgelegen Manazuru kwam de regio rond Hakone zoals de rest van de provincie Sagami tijdens de Sengoku-periode (1477–1573) onder de controle van de Late Hōjō van Odawara.
Tijdens de Edo-periode (1603–1868) was Hakone een poststation aan de verbindingsweg Tōkaidō tussen Edo (het huidige Tokio) en Kyōto en officiële grenspost tussen de regio's Kantō en Kansai.
Hier werden onder het Tokugawa Shōgunaat alle reizigers op de Tōkaidō gecontroleerd op hun reisvergunningen en hun bagage. Het was onder andere verboden wapens en vrouwen te vervoeren. Reeds toen was de omgeving zeer bekend voor zijn heetwaterbronnen (Onsen).
Na de Meiji-restauratie werd Hakone een deel van de kortstondige prefectuur Ashigara, waarna in augustus 1876 Hakone werd toegewezen aan de prefectuur Kanagawa. In 1889 kreeg Hakone de titel van stad. In die periode liet de keizerlijke familie een villa bouwen aan de rand van het Ashi-meer.
Op 1 januari 1954 werden de dorpen Motohakone en Ashinoyu toegevoegd. Op 30 september 1956 kreeg Hakone zijn huidige vorm met de aanhechting van de stad Yumoto en de dorpen Onsen (Gora), Miyagino en Sengokuhara.

## Toerisme
Hakone ontvangt jaarlijks een aanzienlijk aandeel Japanse en internationale gasten. Zij komen er voor een bezoek aan het Nationale Park of aan het gebergte of omwille van kortstondige geneeskundige therapieën in de heetwaterbaden (onsen). Bij de inwoners van Tokio staat Hakone hoog aangeschreven als doel van een daguitstap, om de hectische hoofdstad te ontvluchten. Van uit Hakone is de Fuji-vulkaantop bij goed weer mooi zichtbaar.
De kans daarop ligt eerder aan de lage kant, vermits er op jaarbasis slechts ongeveer 40% kans op zonneschijn is.
Nog een bezienswaardigheid is het Ōwakudani (大涌谷, grote kokende dal). In de bergen rondom Hakone ontspringen talrijke hete zwavelwaterbronnen. De geur ervan hangt over de hele omgeving. Daarin gekookte eieren (Onsen Tamago) worden geacht een lang leven te waarborgen.
Het Hakone-Schrijn aan de oever van het meer met zijn rode Torii is zowel een religieuze als een toeristische attractie.
Op het Ashi-meer doen „Piratenschepen“ dienst als rondvaartboten voor de toeristen. Bij mooi weer in de herfst is het meer beroemd voor zijn schilderachtige veelkleurige bossen aan de oevers. In April bieden de talrijke Japanse sierkersen (Sakura) een pittoreske aanblik.
Het Beeldenpark Hakone geniet van internationale bekendheid.
Om het toeristen gemakkelijk te maken wordt er een tweedaagse Hakone transport-pas ter beschikking gesteld die gebruikt kan worden op alle vormen van vervoer in Hakone, gaande van bussen, rondvaartboot, treinen tot kabelbaan.

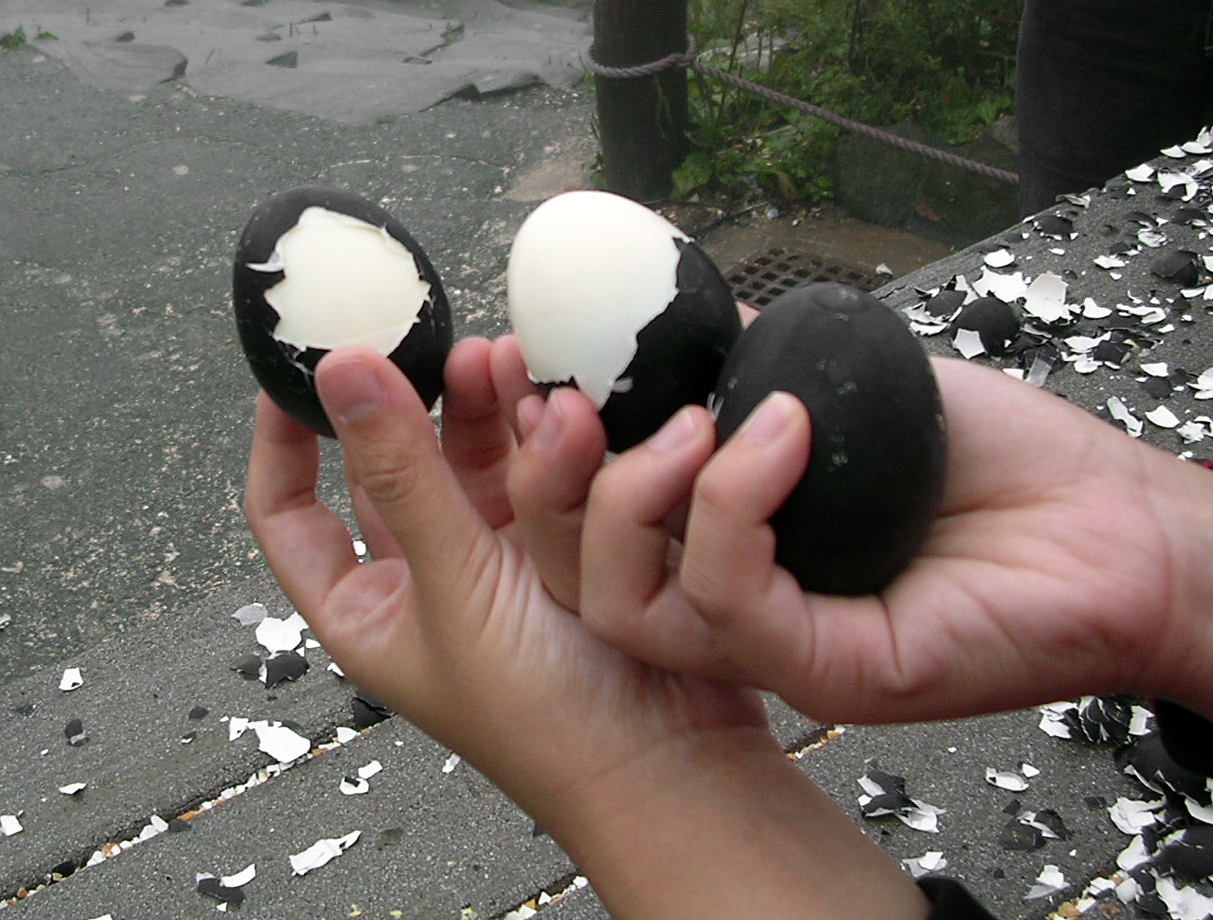
Onsen Tamago: eieren hardgekookt in de hete zwavelwaterbronnen
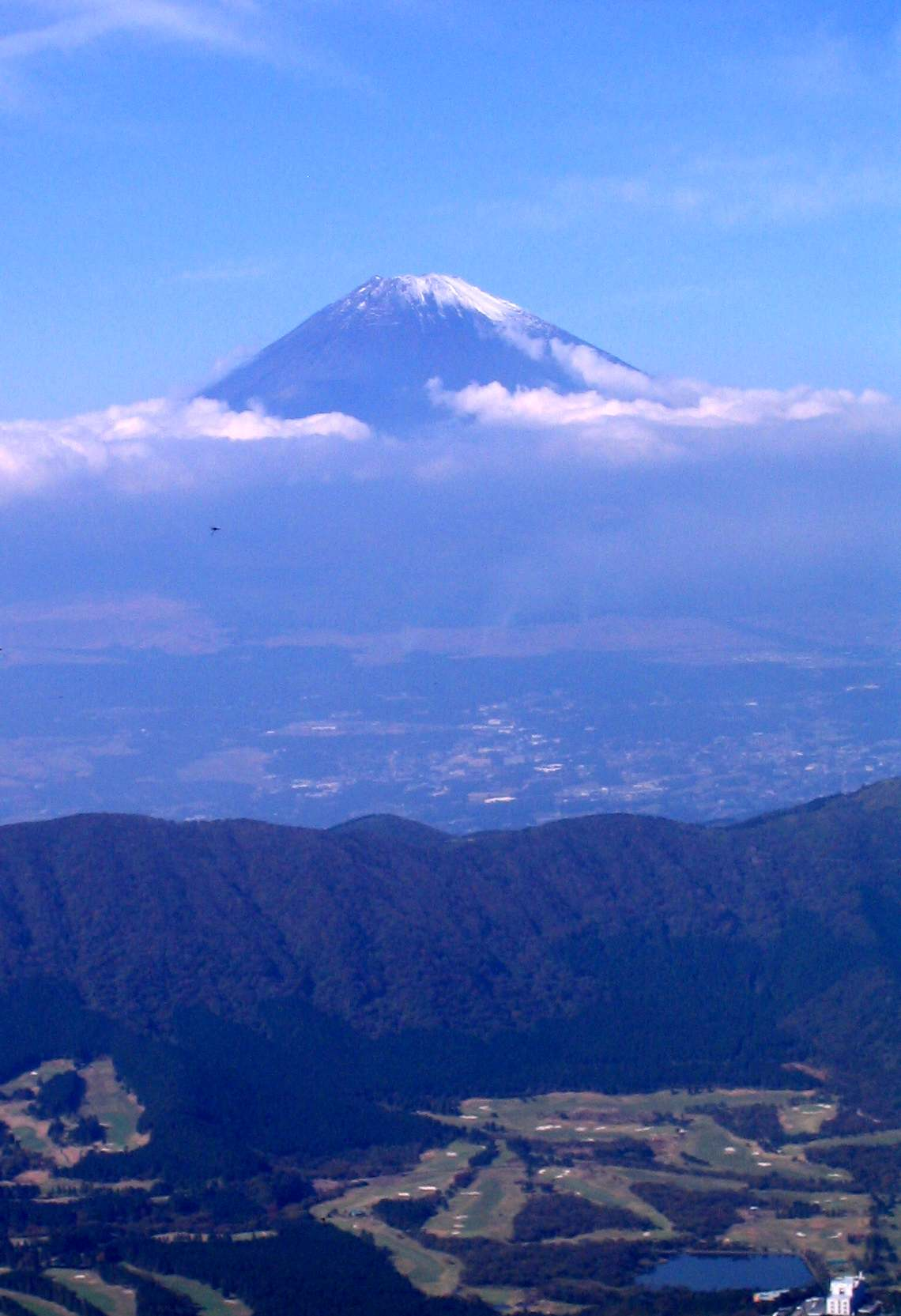
Fujisan vanaf de Kami-Berg in het Fuji-Hakone-Izu-National Park
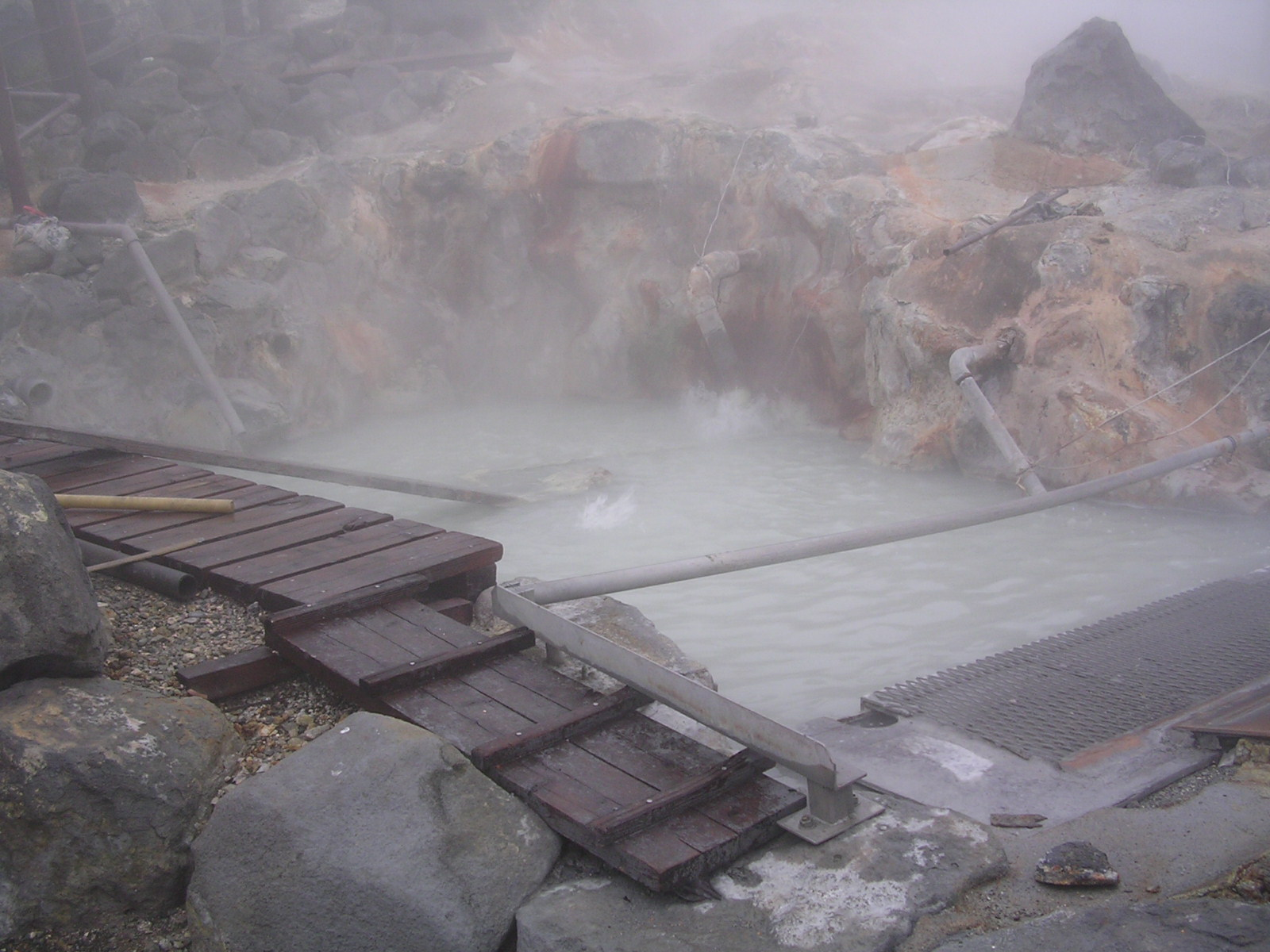
Onsen in Ōwakudani
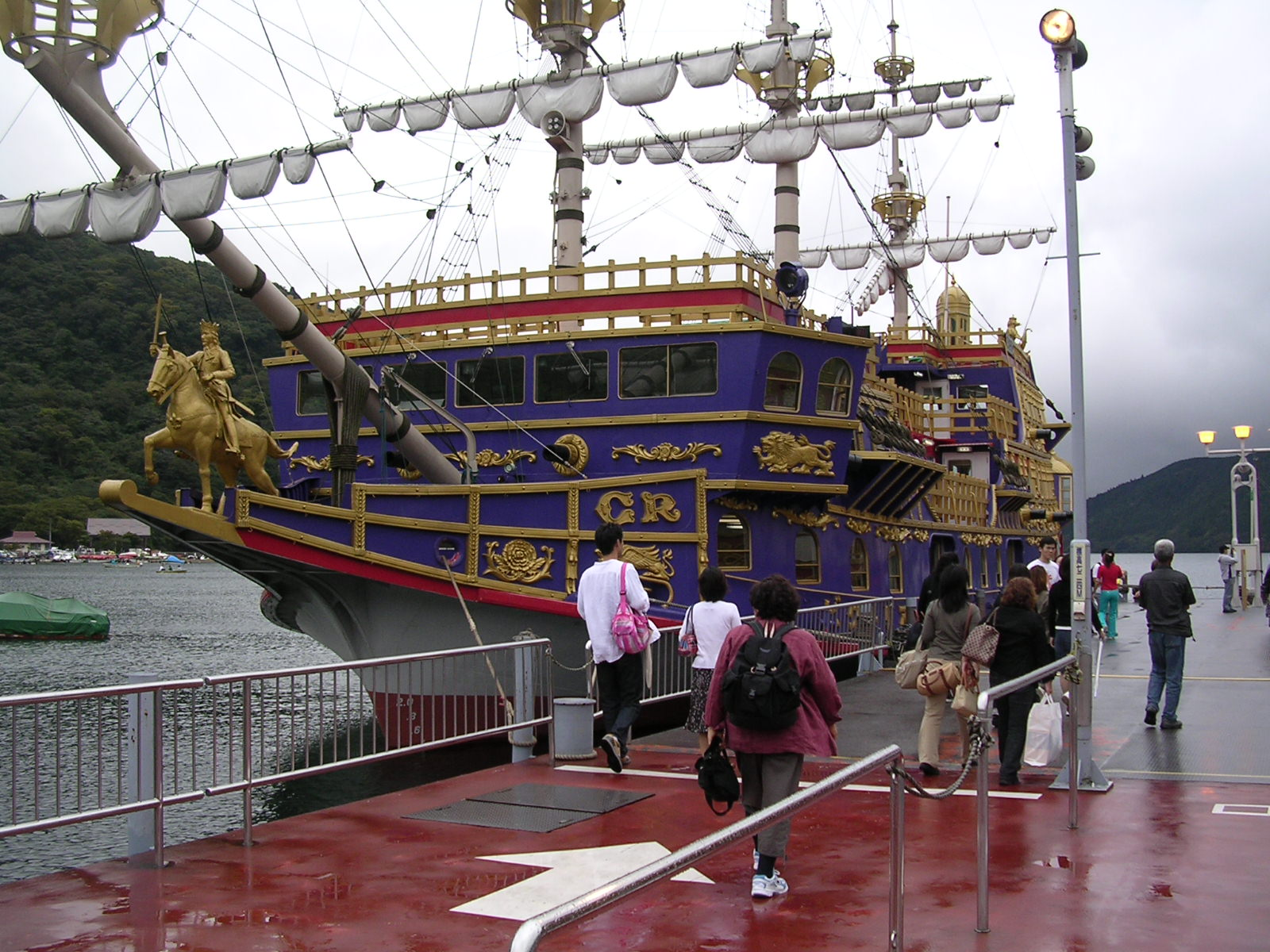
Piratenschip op het Ashi-meer

## Klimaat
- Gemiddelde jaartemperatuur 16,9 ℃
- Maximum: 36,5 ℃
- Minimum: -0,7 ℃
- Jaarlijkse regenhoeveelheid: 1932,0 mm

(Gegevens: Yokohama Local Meteorological Observatory, 2004)

## Aangrenzende steden en gemeenten
- Prefectuur Kanagawa
  - Odawara
  - Minamiashigara
  - Yugawara
- Prefectuur Shizuoka
  - Mishima
  - Susono
  - Gotenba
  - Oyama
  - Kannami

## Weblinks
- (ja)  Website van de gemeente Hakone
- Algemene Informatie (Eng.)
- Hakone Free Pass (Eng.)

Steden:
Atsugi · Ayase · Chigasaki · Ebina · Fujisawa · Hadano · Hakone · Hiratsuka · Isehara · Kamakura · Kawasaki · Minamiashigara · Miura · Odawara · Sagamihara · Yamato · Yokohama (hoofdstad) · Yokosuka · Zama · Zushi

Districten:
Aiko · Ashigarakami · Ashigarashimo · Koza · Miura · Naka · Tsukui
Gemeenten per district